# باتريس تالون
باتريس تالون (بالفرنسية: Patrice Talon)‏ (1 مايو 1958 -) سياسي ورجل أعمال بينيني، ورئيس بنين منذ 6 أبريل 2016.